# 泣きぬれてひとり旅
「泣きぬれてひとり旅」（なきぬれてひとりたび）は小柳ルミ子の26枚目のシングル。1978年7月10日にワーナー・パイオニアから発売された。

## 概要
京都府京都市と石川県金沢市の ″女一人旅″ をテーマにしたご当地ソング。
作詞・作曲を手掛けた河島英五も『ベスト・コレクション』（1997年）や『河島英五ベスト撰集』（2000年）などに収録している。
金鳥（大日本除虫菊）蚊取線香のコマーシャルソングに採用された。

## 収録曲
1. 泣きぬれてひとり旅
作詞・作曲：河島英五、編曲：森岡賢一郎
2. あいつと私
作詞：山川啓介、作曲：平尾昌晃、編曲：森岡賢一郎